# Едоксі Бабуль
Едоксі Фірміні Бабуль (фр. Eudoxie Firminie Baboul; 1 жовтня 1901 року, Сіннамарі, Французька Гвіана, Франція — 1 липня 2016 року, Каєнна, Французька Гвіана, Франція) — супердовгожителька з Французької Гвіани. З 12 травня 2015 року до моменту своєї смерті була найстарішою нині живою повністю верифікованою громадянкою Франції, а також п'ятою найстарішою нині живою людиною в світі. Станом на березень 2021 Едоксі Бабуль є п'ятою найстарішою повністю верифікованою француженкою в історії (114 років і 274 дні) після Жанни Кальман (122 роки і 164 дні), Люсіль Рандон (121 рік, 42 дні), Жанни Бот (120 років, 70 днів) та Марі Бремон (115 років і 42 дні).

## Життєпис
Едоксі Фірміні Бабуль народилася 1 жовтня 1901 року в комуні Сіннамарі, Французька Гвіана. Багато ЗМІ повідомляли, що вона народилася 30 вересня, а не 1 жовтня 1901 року, але в її документах вказано саме 1 жовтня. В молодості вона займалася вирощуванням овочів та їх продажем. Також працювала кравчинею. 
Ніколи не була одружена офіційно, але мала кількох дітей, яких пережила. Також мала трьох онуків і 17 правнуків.
В 2011 році вона переїхала в комуну Матурі, Французька Гвіана, де жила зі своїм онуком Жубером, якому на той час було 54 роки. З 2013 року була прикутою до ліжка.
Будучи в себе вдома, Едоксі Бабуль стала погано почуватися і була доставлена в лікарню міста Каєнна, де і померла 1 липня 2016 року.

## Рекорди довголіття
- 12 травня 2015 року стала найстарішою нині живою повністю верифікованою громадянкою Франції.
- Едоксі Бабуль була третьою найстарішою повністю верифікованою француженкою в історії (114 років і 274 дні) після Жанни Кальман (122 роки і 164 дні) та Марі Бремон (115 років і 42 дні).
- Була найстарішою нині живою жителькою Південної Америки.
- Була п'ятою найстарішою нині живою людиною в світі.